# 大雄的創世日記
《哆啦A夢：大雄的創世日記》是藤子·F·不二雄執筆的《哆啦A夢》大長篇作品，於1994年9月到1995年3月連載於月刊《龙漫CORO-CORO》。並於1995年3月4日正式公映，是第15部《哆啦A夢》大長篇作品，也是第16部《哆啦A夢》電影。導演為芝山努。票房收入12億8000万日元、觀賞人數260萬人。並映作品為《2112年多啦A夢誕生》。

## 故事概要
暑假再次来临，然而大雄却愁眉苦脸，提不起兴趣。原来老师放假前布置了一个作业，让同学们自选课题，进行自由研究。眼看小夫、静香甚至胖虎都找到了研究题目，大雄惟有求助好朋友哆啦A梦。
哆啦A梦拿出未来世界的“创世组件”，它就如同养成游戏一般，通过操作者自己动手，模仿宇宙诞生的全过程。凭借哆啦A梦的帮助，大雄着实体验了一把当上帝的感觉。不过创造宇宙也不是什么简单事，经过两个好朋友细心观察和照看，他们的微缩宇宙终于形成，而且创造出与地球类似的星球。在适宜的条件下，生命开始繁衍。更看見大雄一行人的祖先。最终静香等人也加入进来，和大雄一同经历生命进化的精彩而刺激的过程。

## 舞台
大雄利用哆啦A夢的秘密道具「創世套件」（創世セット）做了一个自己的地球。与现在的地球相差无几，历史发展也与地球相近。由於大雄認為地面沒有動物不好，故他使用「進化退化光線槍」（進化退化放射線源）加速動物進化，因而導致地上是人类文明在发展，同時地下则是昆虫人的文明在建设。也许是因为比真实的地球小的关系，每30年就有一次异常气候。

## 登场人物

### 原設
| 角色    | 配音員     | 配音員 |
| 角色    | 日本       |        |
| ------- | ---------- | ------ |
| 哆啦A夢 | 大山羨代   |        |
| 大雄    | 小原乃梨子 |        |
| 靜香    | 野村道子   |        |
| 胖虎    | 立壁和也   |        |
| 小夫    | 肝付兼太   |        |

### 新地球人
大雄創造出來新的地球的人類。
| 角色       | 配音員     | 介紹                                                                                                 |
| ---------- | ---------- | --- |
| 太雄（ノンビ）   | 林原惠     | 石器時代的相貌类似大雄的少年。被长相类似小夫和长相类似胖虎的另外两个少年欺负。                       |
| 野比彦     | 林原惠     | 神話時代里与大雄长相类似的兵士。被长相类似小夫的隊長呼来喝去。派去守护祭品少女(長相類似胖虎)。       |
| 魔女       | 巴菁子     | 神話時代里統治村庄的巫女。向申领祷告，并给白神先生供送祭品。原型一般認為是卑彌呼。                   |
| 野比奈     | 辻村真人   | 野比彦的子孫，平安时代的賣草药的老人，为一名长相类似小夫的药剂师服务。虽然贫穷但心地善良。           |
| 源頼光     | 稻葉實     | 實際存在的人的人物。武士們的大將。因為小麻小姐賞紅葉時走失了而在山中大肆搜索。                       |
| 野比野美秀 | 井上和彦   | 野比奈的子孫。用野比奈留下了的財富建立了野美康采恩。花费巨資援助出木松博士，进行對南極大洞窟的探險。 |
| 出木松博士 | 速水獎     | 与出木杉长相类似的科学家。乘氣球經過南極點并發現了南極點的大洞之後，與野比野美秀一起到南極探險。     |
| 源静代     | 玉川紗己子 | 与静香长相相似的女秘書。是一流登山家、与野比野美秀同行探險，并与野比野美秀结婚。                     |

### 昆虫人
本部電影反派。居住在新地球地底空洞建设文明的昆虫人们。身姿与蜜蜂相似。但是在与人接触时就会变成人类，文明开化程度远超人类。从蜜蜂而进化来的昆虫人虽是主流，但亦有螳螂、甲虫等形状的昆虫人。
| 角色     | 配音員             | 介紹 |
| -------- | ------------------ | --- |
| 小唧唧   | 興梠里美           | 天牛模樣的昆虫人少女。本来受伤了，在野比奈的帮助下得以康复，因此赠与野比奈大量物品。                                                               |
| 男女     | 中村大樹、伊藤美紀 | 住在山裡的類似蜜蜂的昆蟲人，感謝野比奈的照顧小唧唧就贈送寶物。                                                                                     |
| 大总统   | 村松康雄           | 昆虫人的统领，与野美秀会见進行談判，宣称要来到地上。後來因為上帝大雄的出現因此化解了此一危機。                                                     |
| 美田野   | 林原惠             | 昆虫人大学生。大总统的儿子。古生物学的毕业论文是研究地球诞生过程中的「神的恶作剧」，為了論文研究把胖虎跟小夫用時光機帶走。变身之后长相与大雄相近。 |
| 艾莫哆啦 | 山田恭子           | 未來的照料美田野的機器人。像哆啦A梦一樣，但身體綠色，頭長一對觸角，没有鼻子和鬍鬚，在背上长着象昆蟲一樣的翅膀。                                    |
| 神的幻影 | 大塚明夫           | 野美秀們搭飛行船來到南極大陸時出現，發出警告的神的幻影，真實身分是類似蜜蜂的昆蟲人多數聚集所構成的幻影。                                           |
| 昆蟲人   | 大瀧進矢           | |

### 其他人物
| 角色           | 配音員             | 介紹                                                                       |
| -------------- | ------------------ | -------------------------------------------------------------------------- |
| 時空巡邏隊隊員 | 秋元羊介、掛川裕彥 | 追捕乘坐時光機的昆蟲人們，他們不知道時空間的支流，昆蟲人突然消失感到驚訝。 |
| 司機           | 岸野一彥           | 從未來百貨公司的商品送貨時光機的司機，將「創世組合」交貨給大雄。           |
| 書店           | 田口昂             | 大雄看創世神話被要求不准看白書的書店店長。                                 |
| 白神/雙頭蜈蚣  |                    | 新地球的神話時代出現的雙頭巨大蜈蚣。                                       |
| 靜香媽媽       |                    | 大雄來找靜香家找她時，靜香媽媽來應門。                                     |

## 工作人员
- 監督：芝山努
- 脚本：藤子·F·不二雄
- 演出：塚田庄英、平井峰太郎
- 作画監督：富永貞義
- 美術設定：沼井信朗
- 美术设计：川本征平
- 美術監督：森元茂
- 色彩設計：松谷早苗
- 撮影監督：高橋秀子
- 特殊撮影：渡邊由利夫
- 編集：岡安肇
- 録音監督：浦上靖夫
- 効果：柏原満
- 音楽：菊池俊輔
- 監修：楠部大吉郎
- 制作担当：市川芳彦、大澤正享
- 制片人：別紙壮一、山田俊秀、小泉美明、木村純一
- 制作協力：藤子·F·不二雄製作公司、ASATSU
- 制作：SHIN-EI動画、小学馆、朝日电视台

## 概要
本作品是第15部哆啦A梦大长篇纪念作品，也是第16部哆啦A梦电影作品。本作品初次请海援隊来擔任主題歌的工作。与其他作品一样，作詞者仍然是武田铁矢。
尽管该作品是一部大长篇，但是，故事的构成却是在新世界里的数个小故事，大雄等只是牵涉的角色。这点是与其他大长篇不同的地方。不过，舞台和登场人物眼花缭乱般的替换，但却缺乏冒险要素与易懂的对抗结构（与冷战时期的作品对比起来尤甚）。用孩子的观点来看本作品显得缺乏娱乐性也不够亲切。但是在故事的流动中无意体现出社会的变迁也具有潜移默化的教育效果，也有说明哆啦A梦的大长篇并不是只有与恶人对抗。
与其他大长篇令人充满紧张和不安与惊险相比，该大长篇缺乏娱乐性。但是该大长篇包括了宗教·考古学·歴史等大河要素，並巧妙地套用了「地球空洞說」，充满博物感，并含有与「相異的人類共存」等话题等，因此也有认为该作品含有壮大等魅力要素的喜好者。
自本作开始当时光机穿越在时空隧道的超空间的时候改用CG方法来描绘（同時放映的《2112年哆啦A梦的誕生》也采用此方法）。
本作品是在95年東映動畫片博覽會公映，与当时大受好评的《灌篮高手》、《龙珠Z》、《橘子酱男孩》三部动画展开了激烈的竞赛。（《灌篮高手》当年也是在朝日电视台播放的，而《橘子酱男孩》也是在朝日电视台系列局中的ABC局放送。如此来看就是同一频道里的节目在电影节烈竞争着。同时，和劇場版《龙珠Z》也是15周年纪念作品，与95年95年東映動畫片博覽會哆啦A梦作品到底有无关系就非常难说。）

## 主題歌
| 歌曲                    | 作詞     | 作曲     | 編曲         | 演唱     |
| ----------------------- | -------- | -------- | ------------ | -------- |
| 《》（中译：再见再见）  | 武田铁矢 | 千葉和臣 | 藤原いくろう | 海援隊   |
| 《》（《哆啦A梦之歌》） | 楠部工   | 菊池俊輔 |              | 山野智子 |

## 外部連結
- 互联网电影数据库（IMDb）上《大雄的創世日記》的资料（英文）
- 时光网上《大雄的創世日記》的資料（简体中文）
- 豆瓣电影上《大雄的創世日記》的資料 （简体中文）